# Long Điền B
Long Điền B is een xã in het district Chợ Mới, een van de districten in de Vietnamese provincie An Giang in de Mekong-delta.